# Stridsvagn m/41
Stridsvagn m/41 (Strv m/41) – szwedzki czołg lekki z okresu II wojny światowej, będący produkowaną na licencji odmianą czechosłowackiego czołgu TNH.
Pierwsze egzemplarze pojazdu, produkowanego przez przedsiębiorstwo Scania-Vabis, trafiły do armii szwedzkiej pod koniec 1942 roku. Strv m/41 pozostawały w służbie do późnych lat 50. XX wieku, kiedy to podjęto decyzję o przebudowaniu pojazdów na transportery opancerzone Pbv 301.